# Municipi de Herlev
El municipi de Herlev  és un municipi danès situat al nord-est de l'illa de Sjælland, a la perifèria de Copenhaguen, abastant una superfície de 12 km². Amb la Reforma Municipal Danesa del 2007 va passar a formar part de la Regió de Hovedstaden, però no va ser afectat territorialment.

## Consell municipal
Resultats de les eleccions del 18 de novembre del 2009:
| Partit                           | vots | % vots |
| -------------------------------- | ---- | ------ |
| Socialdemokratiet                | 7221 | 55,6   |
| Det Radikale Venstre             | 322  | 2,5    |
| Det Konservative Folkeparti 1122 | 8,6  |        |
| Socialistisk Folkeparti          | 2304 | 17,7   |
| Liberal Alliance                 | 80   | 0,6    |
| Dansk Folkeparti                 | 845  | 6,5    |
| Venstre                          | 844  | 6,5    |
| Enhedslisten - De Rød-Grønne     | 258  | 2,0    |

### Alcaldes
| Alcalde      | Període               | Partit            |
| ------------ | --------------------- | ----------------- |
| Kjeld Hansen | 1-1-2007 a 31-12-2009 | Socialdemokratiet |
|              | 1-1-2010 a 31-12-2013 |                   |